# Jantuk
Jantuk is een bestuurslaag in het regentschap Oost-Lombok van de provincie West-Nusa Tenggara, Indonesië. Jantuk telt 1913 inwoners (volkstelling 2010).